# Barbus evansi
Barbus evansi är en fiskart som beskrevs av Fowler, 1930. Barbus evansi ingår i släktet Barbus och familjen karpfiskar. IUCN kategoriserar arten globalt som livskraftig. Inga underarter finns listade.